# Dur de matar
Dur de matar (títol original: Hard to Kill) és una pel·lícula d'acció estatunidenca dirigida per Bruce Malmuth, estrenada l'any 1990. Ha estat doblada al català.

## Argument
Per haver escoltat en un « amagatall » una conversa entre un mafiós i una alta funcionària de la policia, l'agent Mason Storm així com la seva dona i el seu fill són liquidats. Deixat per mort, Storm es refà de les seves ferides després de set anys de coma. Decideix venjar-se.

## Repartiment
- Steven Seagal: Mason Storm
- Kelly LeBrock: Andrea Stewart
- William Sadler: Senador Vernon Trent
- Charles Boswell: Jack Alex
- Frederick Coffin: Tinent Kevin O'Malley
- Branscombe Richmond: Max Quentero
- Andrew Bloch: Capità Dan Hulland
- James DiStefano: Nolan
- Dean Norris: Sergent Goodhart
- Lou Beatty Jr.: Sergent Carl Becker
- Jerry Dunphy: ell mateix
- Zachary Rosencrantz: Sonny Storm
- Robert Lasardo: Un punk
- Geoffrey Bara: Sonny als cinc anys

## Crítica
El sempre aguerrit Seagal reparteix revenja amb fruicció desmesurada. Els policies corruptes van acabar amb la seva família i... on hem anat a parar.